# Philip Sclater
Philip Lutley Sclater (Tangier Park, Wootton St Lawrence, Hampshire, 4 de novembro de 1829 — Odiham, 27 de junho de 1913) foi um advogado e zoólogo inglês. Foi um especialista em ornitologia e identificou as principais regiões zoogeográficas do mundo. Foi Secretário da Sociedade Zoológica de Londres durante 42 anos, de 1860 a 1902.

## Biografia
Sclater nasceu no Tangier Park de Wootton St Lawrence, Hampshire, onde seu pai, William Lutley Sclater, tinha uma casa de campo. O político britânico George Sclater-Booth, 1.º barão Basing, era o seu irmão mais velho.
Cresceu em Haddington House e lá adquiriu interesse pelas aves. Foi educado em Twyford e, aos treze anos de idade, foi para o Winchester College e, mais tarde, para a Christ Church, em Oxford, onde estudou ornitologia científica com Hugh Edwin Strickland.
Em 1851, começou a estudar Direito e foi admitido como membro do Corpus Christi College. Em 1856 viajou para a América e visitou o Lago Superior e a parte superior do Rio St. Croix, descendo-o de canoa até ao rio Mississippi. Sclater escreveu sobre este facto em Illustrated travels. Em Filadélfia conheceu Spencer Baird, John Cassin e Joseph Leidy na Academia de Ciências Naturais. Depois de regressar a Inglaterra, exerceu advocacia durante vários anos e participou nas reuniões da Sociedade Zoológica de Londres (Zoological Society of London).
Em 1858, Sclater publicou um artigo nos Proceedings of the Linnean Society, propondo o estabelecimento de seis regiões zoológicas, as quais designou por Paleárctica, Etiópica, Indiana, Australasiana, Neárctica e Neotropical. Estas regiões zoogeográficas continuam a ser utilizadas. Também desenvolveu  em 1864 a teoria da existência de um continente desaparecido, a Lemúria, para explicar coincidências zoológicas que relacionavam Madagáscar com Índia.
Em 1874, tornou-se secretário particular do seu irmão George Sclater-Booth, deputado (mais tarde elevado a Lord Basing). Foi-lhe então oferecido um cargo permanente na função pública, mas recusou. Em 1875, tornou-se Presidente da Secção Biológica da  Associação Britânica para o Avanço da Ciência ( British Association for the Advancement of Science), à qual aderira como membro em 1847. Foi eleito membro da Sociedade Filosófica Americana (American Philosophical Society) em 1873.
Sclater foi o fundador e primeiro editor do The Ibis, o jornal da British Ornithologists' Union. Foi secretário da Sociedade Zoológica de Londres de 1860 a 1902. Foi brevemente sucedido pelo seu filho, antes de o conselho daquela Sociedade o nomear um titular a longo prazo.
Em 1901, descreveu a espécie Okapia johnstoni, o okapi, aos cientistas ocidentais, embora nunca tenha visto um exemplar vivo. O seu escritório em 11 Hanover Square tornou-se um ponto de encontro para os naturalistas de Londres. Viajantes e residentes partilhavam notas com Sclater e este correspondeu-se com milhares de pessoas.
A sua coleção de espécimes de aves aumentou para nove mil exemplares, que transferiu para o British Museum em 1886. Por volta daquele ano, o Museu foi também aumentado com as colecções de ornitologia de John Gould, Osbert Salvin e Frederick du Cane Godman, Allan Octavian Hume e outros, tornando-se o maior do mundo.
Entre as obras mais importantes de Sclater contam-se Exotic Ornithology (1866–1869) e Nomenclator Avium (1873), ambas em colaboração com Osbert Salvin, Argentine Ornithology (1888–1889), em colaboração com William Henry Hudson, e The Book of Antelopes (1894–1900), em colaboração com Oldfield Thomas.
Em junho de 1901, recebeu o título honorário de Doutor em Ciências (D.Sc.) da Universidade de Oxford.
Em 16 de outubro de 1862, Sclater casou com Jane Anne Eliza Hunter Blair, filha de Sir David Hunter-Blair, 3.º baronete Blair. O casal teve uma filha e quatro filhos. O filho mais velho do casal, William Lutley Sclater, foi também ornitólogo. O terceiro filho, o capitão Guy Lutley Sclater, morreu a 26 de novembro de 1914, com 45 anos, na explosão acidental que afundou o HMS Bulwark. Philip Sclater está sepultado no cemitério de Odiham.

## Presença na taxonomia
Tomando o apelido de Sclater como epónimo, entre outros, foram criados os seguintes binomes:
- Eulemur flavifrons, um lemur
- Psittacula sclateri Gray, 1859, atualmente considerado como uma subespécie de  Forpus modestus Cabanis, 1848).
- Lopophorus sclateri
- Eudyptes sclateri, um penguim.
- Cacicus sclateri
- Poecile sclateri
- Doliornis sclateri
- Myrmotherula sclateri
- Spizocorys sclateri
- Casuarius sclateri,  atualmente considerado conspecífico com Casuarius bennetti, o casuar-anão.
- Enuliophis sclateri, uma espécie de cobra da Colômbia.[12]

Embora eclipsado por alguns dos seus contemporâneos, como Charles Darwin e Alfred Russel Wallace, Sclater pode ser considerado um precursor da biogeografia e mesmo da cladística. Por exemplo, escreveu em 1858 que ...pouca ou nenhuma atenção é dada ao facto de duas ou mais destas divisões geográficas poderem ter relações muito mais estreitas entre si do que com qualquer terceira....
Entre outras, as seguintes espécies foram descritas por Sclater:
- Allochrocebus lhoesti (macaco-de-L'Hoest)
- Euchoreutes naso (jerboa-de-orelhas-compridas)
- Okapia johnstoni (okapi)

## Publicações
Entre muitas outras, é autor das seguintes publicações:
- «On the General Geographical Distribution of the Members of the Class Aves». Journal of the Proceedings of the Linnean Society of London. Zoology. 2 (7): 130–136. 1858. doi:10.1111/j.1096-3642.1858.tb02549.x
- Catalogue of a collection of American birds. [S.l.]: N. Trubner and Co. 1862
- List of the vertebrated animals now or lately living in the gardens of the Zoological Society of London. [S.l.]: Printed for the Society; etc., etc. 1862 7th edition. [S.l.]: Printed for the Society. 1879
- Report on the birds collected during the voyage of H. M. S. Challenger in the years 1873–1876. Col: [Report on the scientific results of the voyage of H.M.S. Challenger during the years 1873–76. Zoology] ;pt. 8. [S.l.]: Printed for H.M.S.O. and sold by Longmans. 1880
- Monograph on the jacamars and puff-birds. [S.l.: s.n.] 1882
- Argentine ornithology. A descriptive catalogue of the birds of the Argentine Republic. [S.l.]: R. H. Porter (2 vols. 1888–1889)
- The geographical distribution of birds; an address delivered before the Second International Ornithological Congress at Budapest, May 1891. [S.l.: s.n.] 1891
- Com Oldfield Thomas: The book of antelopes. [S.l.: s.n.] (4 vols. 1894–1900); volume 4. [S.l.: s.n.] 1894
- Com William Lutley Sclater: Geography of mammals. [S.l.]: K. Paul, Trench, Trübner & co. 1899[14]